# Montorso Vicentino
Montorso Vicentino (Montorso in veneto) è un comune italiano di 3 012 abitanti della provincia di Vicenza in Veneto.
Centro della Valle del Chiampo, ha vissuto in pieno l'evolversi economico che ha interessato la zona a partire dagli anni sessanta.
Il paese si presenta raccolto tra le colline Fratta e Grime.

## Storia

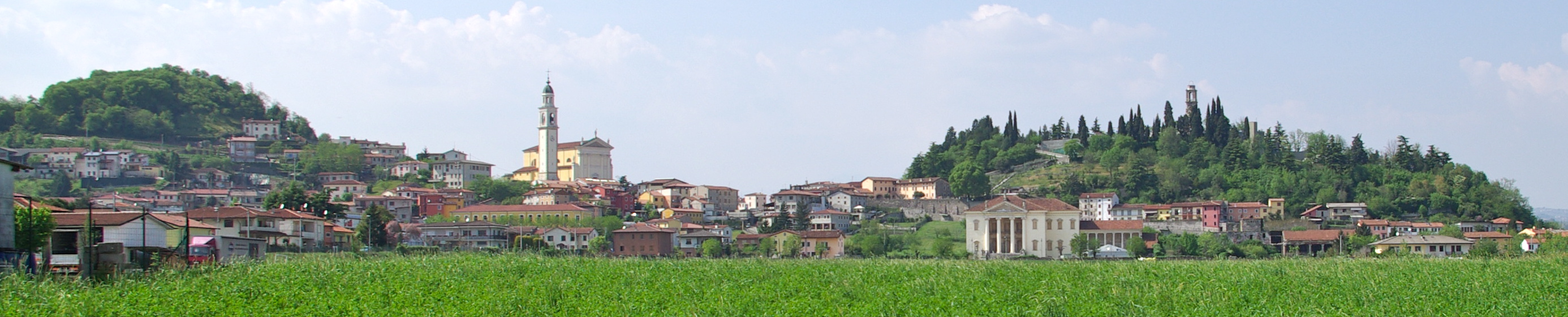
Panorama di Montorso Vicentino

Nel Duecento il nome era Montursium e nel Trecento Montursio. Deriva probabilmente dal nome proprio romano Ursio o Urso, con il significato quindi di "monte di Ursio".
Montorso si formò nell'XI secolo intorno al castello sul colle Fratta, che Ezzelino III da Romano assediò nel 1236 e rase al suolo nel 1241. Il paese passò nel 1266 ai Padovani, che ne ricostruirono il castello, e nel 1311 agli Scaligeri, che lo distrussero.
Seguì poi le sorti di Vicenza con la dedizione a Venezia nel 1404.
Nell'antica villa dei da Porto, opera di notevole rilevanza architettonica, visse agli inizi del XVI secolo, dopo la battaglia con i Lanzichenecchi, lo storico e letterato Luigi da Porto che, forse ispirato dalla vista dei castelli di Romeo e Giulietta (a Montecchio Maggiore), scrisse la sua opera più famosa Historia novellamente ritrovata di due nobili amanti, dalla quale in seguito, William Shakespeare ne trarrà spunto per la sua famosissima opera Romeo e Giulietta.
Dopo la caduta della Serenissima nel 1797 ad opera di Napoleone Bonaparte, anche Montorso, insieme al Veneto, prima passò sotto la dominazione dell'Impero Austriaco e successivamente nel 1866 nel Regno d'Italia.
Durante la seconda guerra mondiale viene ricordata la data del 24 aprile 1945, quando contrada Villa subì un bombardamento da parte degli aerei Alleati. La tragedia causò la morte di quattro persone.

### Simboli
Lo stemma e il gonfalone sono stati concessi con decreto del presidente della Repubblica del 13 novembre 1973.
Il gonfalone è un drappo troncato di rosso e di bianco.

## Monumenti e luoghi d'interesse
- Chiesa di San Biagio, opera dell'architetto Giovanni Luigi De Boni risalente al 1854, in stile neoromanico.
- Chiesetta di San Marcello (XV-XVI secolo), situata nella località di Bellimadore.
- Torre medievale sul colle Fratta, risalente al periodo scaligero (XIV secolo), oggi sola testimonianza della vecchia parrocchiale.
- Villa Da Porto Barbaran (rinnovata nel 1750), identificata come la sua villa di Montorso dove Luigi Da Porto scrisse la Historia novellamente ritrovata di due nobili amanti, pubblicata nel 1530, che narra per la prima volta la storia di Romeo e Giulietta.
- Villa Visentin-Sacchiero, ex casa canonica, rinnovata nella seconda metà del Cinquecento, con scaletta esterna e formella in terracotta dipinta di origine gotica raffigurante il Cristo.

## Società

### Evoluzione demografica
Abitanti censiti

## Cultura

### Eventi
- La settimana delle "composte di Montorso" (ogni anno a gennaio)
- Festa patronale di S. Biagio (3 febbraio)
- Sagra di Ponte Cocco (mese di luglio)
- Sagra del Rosario (prima domenica di ottobre)
- Mercatino di Natale in piazza Malenza (seconda domenica di dicembre)

## Amministrazione
| Periodo | Periodo   | Primo cittadino      | Partito                                | Carica  | Note |
| ------- | --------- | -------------------- | -------------------------------------- | ------- | ---- |
| 1948    | 1952      | Angelo Muraro        | DC                                     | Sindaco |      |
| 1952    | 1960      | Pietro Cielo         | DC                                     | Sindaco |      |
| 1960    | 1964      | Angelo Muraro        | DC                                     | Sindaco |      |
| 1964    | 1975      | Francesco Cristofari | DC                                     | Sindaco |      |
| 1975    | 1990      | Mariano Nogarole     | DC                                     | Sindaco |      |
| 1990    | 1995      | Romano Modini        | DC                                     | Sindaco |      |
| 1995    | 2004      | Luigi Pegoraro       | Centrosinistra                         | Sindaco |      |
| 2004    | 2014      | Diego Zaffari        | Centrosinistra                         | Sindaco |      |
| 2014    | 2019      | Antonio Tonello      | Lista "Vivere Montorso" Centrosinistra | Sindaco |      |
| 2019    | 2024      | Diego Zaffari        | Lista civica di Centrosinistra         | Sindaco |      |
| 2024    | in carica | Emma Baron           | Lista "Uniti per Montorso"             | Sindaco |      |